# USS Huron
El USS Huron fue un cañonero con casco de hierro de la Marina de los Estados Unidos. Fue construido por John Roach & Sons en Chester, Pensilvania, entre 1873 y 1875, y comisionado en el astillero naval de Filadelfia el 15 de noviembre de 1875.

## Hundimiento

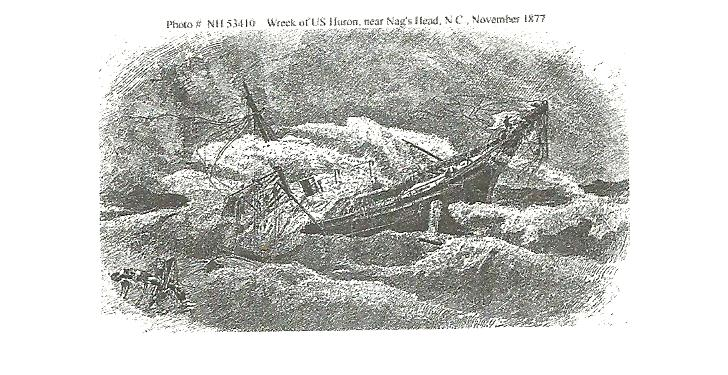
Dibujo del hundimiento del USS Huron.

Tras ser reparado en el astillero de Nueva York en agosto, el buque zarpó hacia Hampton Roads y partió el 23 de noviembre de 1877 para realizar un crucero científico por la costa de Cuba. Poco después de su partida, el Huron encalló frente a Nags Head, Carolina del Norte, con mal tiempo, y naufragó poco después de la 1 de la madrugada del día siguiente.
Durante un tiempo, su tripulación trabajó en relativo poco peligro, intentando liberar su barco, pero pronto se escoró, llevando a 98 oficiales y hombres a la muerte. De las víctimas mortales se recuperaron y enterraron 83 restos, de los cuales se identificaron los de 8 oficiales y 61 hombres, mientras que otros 14 no pudieron ser identificados.
En la actualidad, se puede bucear en el pecio del Huron (con escafandra autónoma o en apnea) desde la costa. Las coordenadas GPS de la proa del pecio son 35.97751, -75.63092, es decir, unas 230 metros a nado desde la costa. El pecio suele estar marcado con una boya durante los meses de verano.